# Liste de jardins botaniques en France

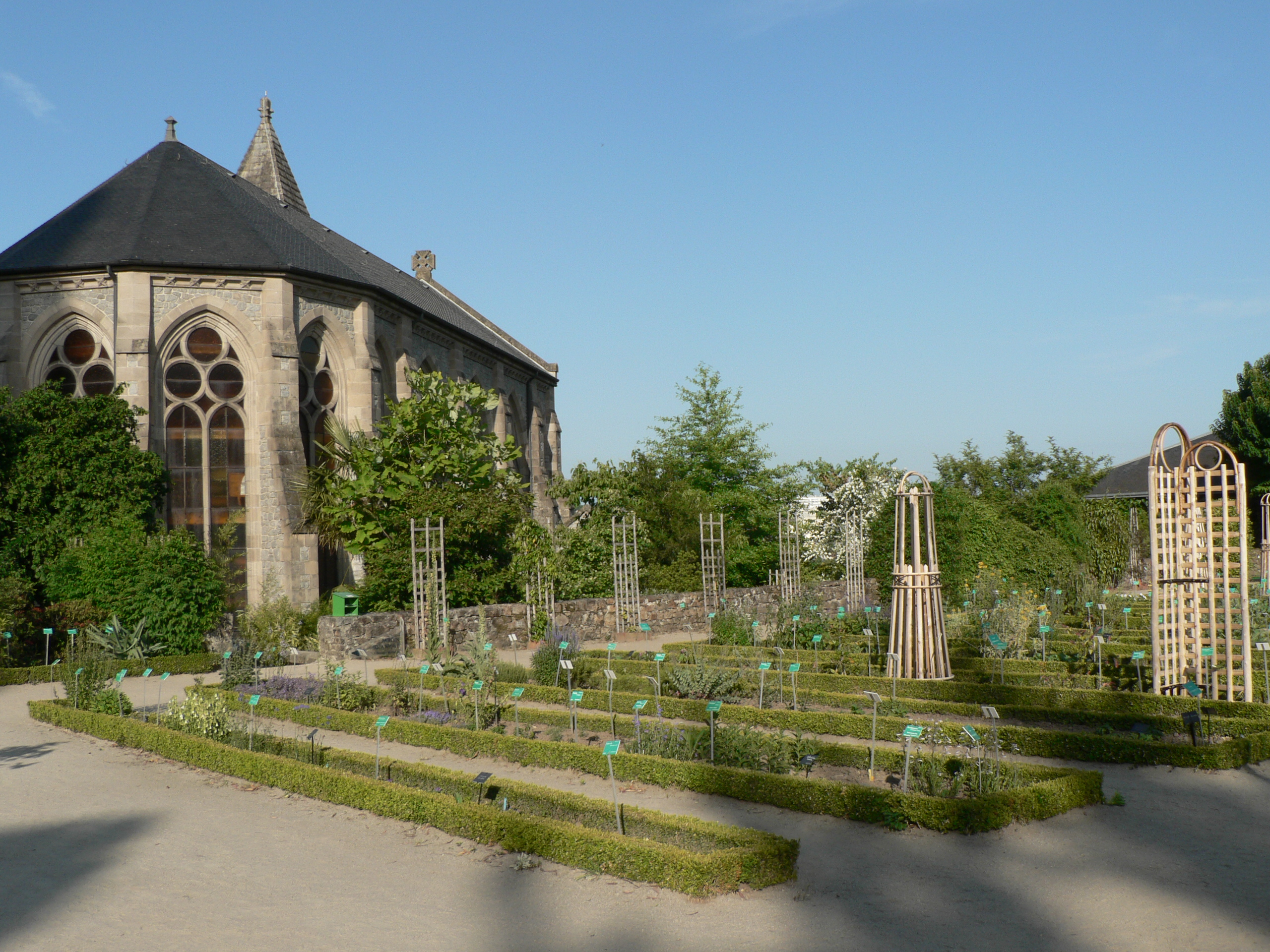
Jardin botanique de l'Évêché de Limoges (Haute-Vienne)

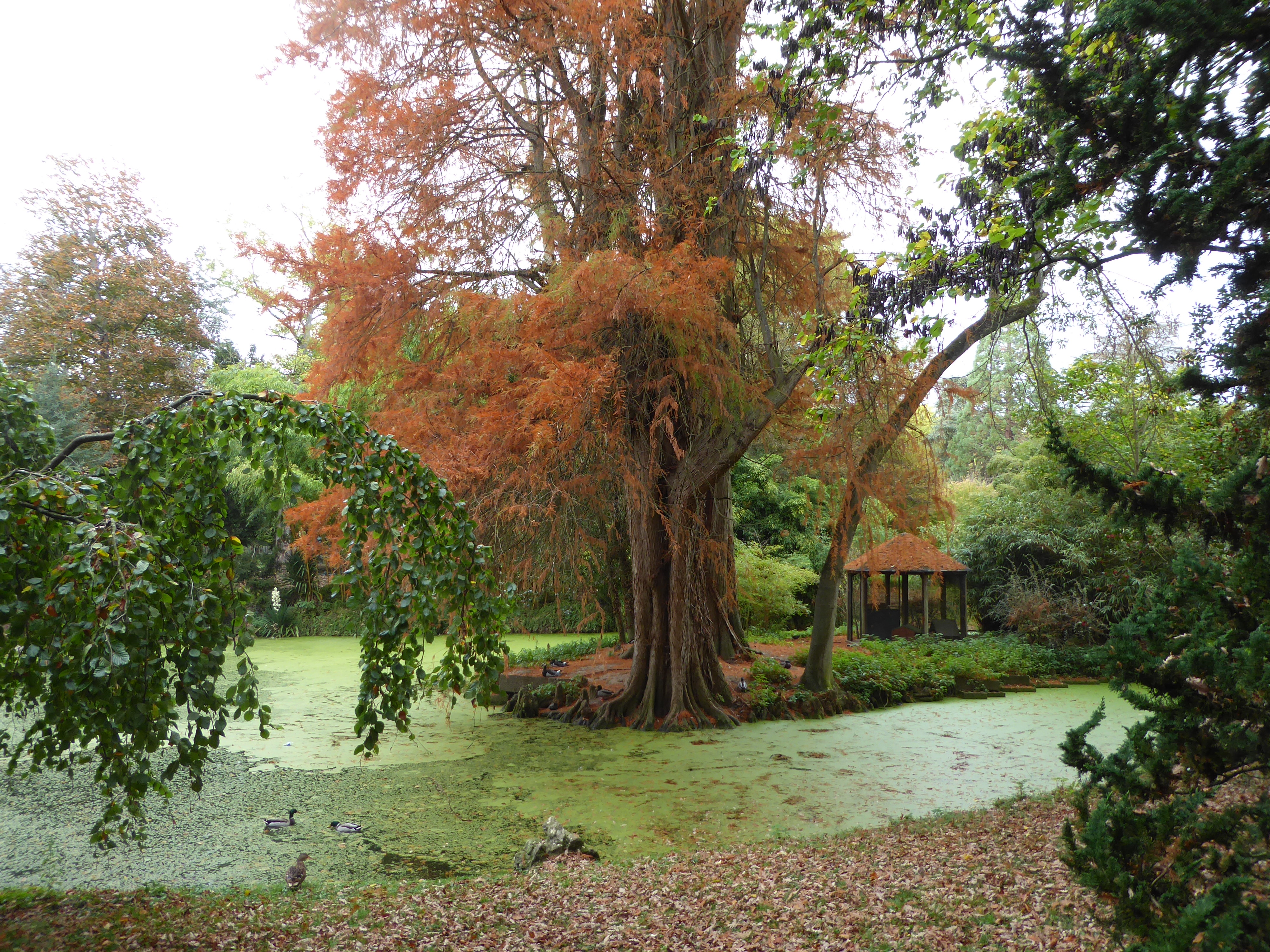
Jardin d'horticulture de Chartres, Eure-et-Loir.

## Liste des jardins par département

### Auvergne-Rhône-Alpes

#### Ain
- Parc botanique de la Teyssonnière

#### Drôme
- Jardin botanique de Nyons

#### Haute-Loire
Jardin botanique de Pébrac

#### Haute-Savoie
- Jardin botanique alpin La Jaÿsinia à Samoëns

#### Isère
- jardin du Bois Marquis à Vernioz.
- jardin botanique du col du Lautaret (situé dans les Hautes-Alpes, dépendant de l'université Grenoble Alpes) ;
- jardin Dominique Villars de l'UFR de pharmacie de l'université Grenoble Alpes, à La Tronche ;
- jardin des fontaines pétrifiantes, à La Sône ;
- jardin des plantes Joséphine Baker, au muséum d'histoire naturelle de Grenoble.

#### Puy-de-Dôme
- Jardin botanique de la Charme de la ville de Clermont-Ferrand
- Jardin botanique d'Auvergne, station d'altitude à Charade
- Jardin botanique d'Auvergne, station de plaine et colline à Blanzat

#### Rhône
- Jardin botanique de Lyon
- Jardin des plantes de Lyon

### Bourgogne-Franche-Comté

#### Côte-d'Or
- Jardin botanique de l'arquebuse de Dijon

#### Doubs
- Jardin botanique de Besançon

#### Jura
Jardin botanique de Chevannes

#### Saône-et-Loire
- Jardin botanique de Chalon-sur-Saône

### Bretagne

#### Finistère
- Conservatoire botanique national de Brest
- Jardin exotique et botanique de Roscoff
- Parc botanique de Cornouaille
- Jardin Georges Delaselle (Île de Batz)
- Jardin botanique de Trévarez
- Jardin botanique des montagnes noires

#### Ille-et-Vilaine
- Jardin botanique de Rennes (Parc du Thabor, Bühler)
- Jardin botanique de Haute-Bretagne près de Fougères (à Le Châtellier)
- Jardins Rocambole à Corps-Nuds

#### Morbihan
- Jardin botanique Yves Rocher à La Gacilly

### Centre-Val-de-Loire

#### Eure-et-Loir
- Jardin d'horticulture de Chartres
- Jardin médiéval de la collégiale Saint-André de Chartres

#### Indre-et-Loire
- Jardin botanique de Tours

#### Loir-et-Cher
- Parc botanique du prieuré d'Orchaise

#### Loiret
- Parc floral de la Source (Orléans)

### Grand-Est

#### Ardenne
Jardin botanique de Sedan

#### Aube
- Jardin botanique de Marnay-sur-Seine

#### Bas-Rhin
- Jardin botanique du col de Saverne
- Jardin botanique de l'université de Strasbourg

#### Haut-Rhin
- Parc zoologique et botanique de Mulhouse

#### Marne
- Centre botanique de la presle

#### Meurthe-et-Moselle
- L'ensemble Conservatoire et jardins botaniques de Nancy comprend 
  - le Jardin botanique du Montet Jean-Marie Pelt, Villers-lès-Nancy
  - le Jardin d'altitude du Haut Chitelet à Xonrupt-Longemer (Vosges)

#### Moselle
- Jardin botanique de Metz

#### Vosges
- Jardins de Callunes à Ban-de-Sapt
- Jardin botanique de Gondremer à Autrey près de Rambervillers
- Jardin d'altitude du Haut-Chitelet à Xonrupt-Longemer, près du col de la Schlucht
- Jardins de Céline à Lusse
- Jardins de la Terre à Vittel

### Hauts-de-France

#### Nord
- Jardin des plantes de Lille
- Jardin botanique de la Faculté de Pharmacie de Lille
- Jardin botanique de Tourcoing
- Conservatoire botanique national de Bailleul
- Jardin écologique de Lille

#### Somme
- Jardin des plantes d'Amiens
- Jardins de Valloires à Argoules
- Jardins de Digeon
- Jardins de Maizicourt
- Jardin public d'Albert
- Parc du château de Rambures
- Parc de Samara
- Jardins de LY à Senarpont

### Île-de-France

#### Essonne
- Parc botanique de Launay à Orsay

#### Val-d'Oise
- Jardin botanique de Sannois des Plantes Médicinales à Sannois

#### Paris
- Jardin botanique de la Ville de Paris composé de:
  - Parc de Bagatelle (Bois de Boulogne)
  - Jardin des serres d'Auteuil (Bois de Boulogne)
  - Parc floral de Paris (Bois de Vincennes)
  - Arboretum de l'école du Breuil (Bois de Vincennes)
- Jardin des plantes
- Jardin botanique de la Faculté de pharmacie de Paris
- Jardin tropical de Paris

### Normandie

#### Calvados
- Jardin public de Bayeux
- Jardin des plantes de Caen

#### Manche
- Jardin botanique de la Roche Fauconnière à Cherbourg
- Jardin botanique de Vauville

#### Seine-Maritime
- Jardin des plantes de Rouen
- Jardins suspendus (Le Havre)
- Le Jardin Jungle Karlostachys à Eu

### Nouvelle-Aquitaine

#### Charente
- Jardin monastique de Tusson

#### Charente-Maritime
- Planet Exotica
- Jardin des plantes de La Rochelle

#### Dordogne
- Jardin botanique Alaije à Brantôme en Périgord

#### Gironde
- Jardin botanique de Bordeaux
- Jardin botanique de Talence
- Jardin botanique du Château de Mongenan

#### Haute-Vienne
- Jardins de l'Évêché de Limoges

#### Landes
- Les Jardins de l'humanité, jardin botanique à Saint-Vincent-de-Tyrosse

#### Pyrénées-Atlantiques
- Jardin botanique de Bayonne
- Jardin botanique de Billère
- Jardin botanique des Pyrénées occidentales à Saint-Jammes
- Jardin botanique littoral Paul-Jovet à Saint-Jean-de-Luz

#### Vienne
- Jardin botanique universitaire de Poitiers, domaine du Deffend
- Jardin des plantes de Poitiers

### Occitanie

#### Aude
- Jardin botanique de Foncaude à Feuilla
- Jardin aux Plantes parfumées la Bouichère à Limoux

#### Aveyron
- Jardin botanique de l'Aubrac
- Jardin botanique des Causses
- Jardin botanique de Saint Xist
- Espace botanique Hippolyte Coste à Saint-Jean-et-Saint-Paul

#### Gard
- Titus le jardin des Nymphaeas à Concoules

#### Haute-Garonne
- Jardin botanique Henri-Gaussen à Toulouse
- Jardin botanique pyrénéen de Melles

#### Hautes-Pyrénées
- Jardin botanique du Tourmalet à Barèges
- Jardin botanique du musée pyrénéen de Lourdes

#### Hérault
- Jardin des plantes de Montpellier

#### Pyrénées-Orientales
- Jardin méditerranéen du Mas de la Serre, Banyuls-sur-Mer

#### Tarn
- Jardin des Martels à Giroussens
- Conservatoire Botanique Pierre Fabre à Soual

### Pays de la Loire

#### Loire-Atlantique
- Jardin des plantes de Nantes
- Parc du Grand-Blottereau, à Nantes
- Jardin des Plantes du littoral de Saint Nazaire

#### Maine-et-Loire
- Jardin botanique de la faculté de pharmacie d'Angers
- Jardin des plantes d'Angers
- Arboretum Gaston-Allard
- Jardin botanique de la chevalerie de Sacé à Brain-sur-Allonnes
- Jardin des plantes médicinales et aromatiques Camifolia à Chemillé

### Provence-Alpes-Côte d'Azur

#### Hautes-Alpes
- Conservatoire botanique national de Gap-Charance
- Jardin botanique alpin du col du Lautaret

#### Alpes-Maritimes
- Jardin botanique de la Villa Thuret d'Antibes,
- Jardin exotique d'Èze,
- Jardin botanique du Val Rahmeh à Menton,
- Jardin botanique de la ville de Nice,
- Parc Phœnix à Nice,
- Les Cèdres à Saint-Jean-Cap-Ferrat.

#### Var
- Conservatoire botanique national de Porquerolles
- Domaine du Rayol
- Jardin du Las (jardin des plantes de Toulon)
- Jardin zoologique tropical à La Londe-les-Maures
- Le Plantier de Costebelle  à Hyères
- Parc du Moulin Blanc à Saint-Zacharie
- Jardin du réal jardin botanique à Puget-Ville

#### Bouches-du-Rhône
- Jardin botanique de Marseille

### Départements et régions d'outre-mer

#### La Réunion
- Jardin d'Éden à L'Hermitage-les-Bains
- Jardin de l'État à Saint-Denis
- Jardin des parfums et des épices à Saint-Philippe
- Jardins du Capricorne à La Plaine-des-Palmistes
- Mascarin jardin botanique de La Réunion (Conservatoire botanique national de Mascarin) à Saint-Leu
- Domaine du Café Grillé à Pierrefonds

#### Guadeloupe
- Jardin botanique de Basse-Terre.
- Jardin botanique de Deshaies

#### Guyane
- Jardin Bois de Rose
- Jardin botanique de Cayenne
- Jardin botanique de Guyane

#### Martinique
- Jardin botanique de Balata

### Collectivités d'outre-mer

#### Polynésie française
- Jardin botanique Harrison-Smith (Tahiti)

## Association
L'association Jardins botaniques de France et des pays francophones a établi une charte à destination des Jardins botaniques qui souhaitent obtenir le label « Jardin botanique de France ». Celle-ci édite le Guide des Jardins Botaniques de France et des Pays Francophones.